# Arnold Schönberg Center
Het Arnold Schönberg Center is een archief en onderzoekscentrum in Wenen dat zich bezighoudt met het werk en leven van de componist Arnold Schönberg.
Het centrum werd in 1997 opgericht door de gemeente Wenen en de internationale Schönberg-vereniging. Het Schönberg-Haus in Mödling waar Schönberg van 1918 tot 1925 woonde werd in dat jaar eveneens in de stichting opgenomen en is sinds 1999 een museum. Toen en erna werd het al besteed voor muziekonderwijs.
Het centrum bracht de Arnold Schönberg Archives van de University of Southern California naar Wenen. Hier wordt het verder onderhouden en staat het ter beschikking aan wetenschappers, musici en geïnteresseerden om verder onderzoek te doen, concerten te houden en memorabilia te tonen.
De verzameling bestaat uit zijn gehele bibliotheek, duizenden tekst- en muziekmanuscripten en allerlei andere persoonlijke documenten. Het merendeel van zijn documenten is niet fysiek maar in microfilm aanwezig. Verder bevat het duizenden foto's, zijn dagboeken, en schilderijen en tekeningen die hij zelf vervaardigde.